# Portland (Nowy Jork)
Portland – miasto w Stanach Zjednoczonych, w stanie Nowy Jork, w hrabstwie Chautauqua.